# Vid Vončina
Vid Vončina (* 16. August 1985) ist ein slowenischer Biathlet.
Vid Vončina hatte seine ersten Erfolge im Bogenbiathlon. Bei den Bogenbiathlon-Weltmeisterschaften 2003 in Krün gewann er an der Seite von Andrej Zupan, Ivan Maradin und Matej Krumpestar im Staffelrennen die Bronzemedaille hinter den Vertretungen aus Russland und der Ukraine. Zwei Jahre später konnte er mit Krumpestar, Zupan und Jaka Marinšek in Forni Avoltri hinter Russland Silber gewinnen. Bei den bislang letzten Bogenbiathlon-Weltmeisterschaften 2007 in Moskau gewann er hinter Konstantin Pogorelow im Massenstart die Silbermedaille.
Seit 2009 tritt Vončina beim olympischen Biathlon an. Seine ersten Rennen bestritt er zum Auftakt der Saison 2009/10 in Idre im IBU-Cup und wurde in seinem ersten Sprint 98. Gegen Ende der Saison gewann er als 30. eines Sprints in Pokljuka erste Punkte. 2011 erreichte er mit Rang 14 im Sprint von Annecy sein bislang bestes Ergebnis in der Rennserie. Kurz darauf startete er am Holmenkollen in Oslo bei seinem ersten Rennen im Biathlon-Weltcup und erreichte im Sprint einen 96. Platz. Erstes Großereignis wurden die Biathlon-Europameisterschaften 2011 in Ridnaun, bei denen Vončina 36. des Einzels, 33. des Sprints, 41. der Verfolgung und mit Peter Dokl, Simon Kočevar und Anže Povirk Staffel-Neunter wurde. Im weiteren Verlauf des Jahres trat der Slowene auch bei den Sommerbiathlon-Weltmeisterschaften 2011 in Nové Město na Moravě an und wurde dort 36. des Sprints und schied im Verfolger überrundet aus.

## Biathlon-Weltcup-Platzierungen
Die Tabelle zeigt alle Platzierungen (je nach Austragungsjahr einschließlich Olympische Spiele und Weltmeisterschaften).
- 1.–3. Platz: Anzahl der Podiumsplatzierungen
- Top 10: Anzahl der Platzierungen unter den ersten zehn (einschließlich Podium)
- Punkteränge: Anzahl der Platzierungen innerhalb der Punkteränge (einschließlich Podium und Top 10)
- Starts: Anzahl gelaufener Rennen in der jeweiligen Disziplin

| Platzierung                                | Einzel | Sprint | Verfolgung | Massenstart | Staffel | Gesamt |
| ------------------------------------------ | ------ | ------ | ---------- | ----------- | ------- | ------ |
| 1. Platz                                   |        |        |            |             |         |        |
| 2. Platz                                   |        |        |            |             |         |        |
| 3. Platz                                   |        |        |            |             |         |        |
| Top 10                                     |        |        |            |             |         |        |
| Punkteränge                                |        |        |            |             |         |        |
| Starts                                     |        | 1      |            |             |         | 1      |
| Stand: Daten möglicherweise nicht komplett |        |        |            |             |         |        |